# Copa de Europa Occidental de Fórmula Renault 2.0
El Campeonato de Francia de Fórmula Renault 2.0, o Fórmula Renault 2.0 Francesa, era un campeonato de Fórmula Renault disputado en Francia entre 1971 y 2007. Este era el campeonato de Fórmula Renault más antiguo del continente. Entre 2008 y 2009 se renombró con el nombre de Copa de Europa Occidental de Fórmula Renault 2.0 (en inglés: Formula Renault 2.0 West European Cup o WEC).

## Circuitos
| - Albi (1971-1972, 1975-1993,1996-2007) - Bugatti (1971-1972, 1975-2006, 2008-2009) - Cataluña (1997, 2007-2009) - Charade (1971-1972, 1976-1999, 2002) - Cheste (2000, 2008-2009) - Croix en Ternois (1975, 1980, 1983-1992) - Dijon (1976-1981,1984,1985,1991-1994,2002-2009) - Donington Park (2003) - Estoril (1987, 1999, 2001, 2008) - Folembray (1976-1977) | - Hockenheimring (1978, 1980) - Imola (1976) - Jarama (1986,1994) - La Châtre (1971-1972, 1975, 1978-1983) - Le Castellet (1971-1972, 1975-1983, 1986-1990, 1992-1998) - Ledenon (1977-1979,1986-2007) - Montlhéry (1971-1972) - Magny Cours (1971-1973, 1975-1987, 1989-2009) | - Monza (1980, 1995, 1999) - Nogaro (1971-2009) - Nürburgring (1981) - Pau (1971-1972, 1975-2006, 2008-2009) - Portimao (2009) - Rouen (1972, 1975-1978, 1980-1993) - Spa-Francorchamps (1999, 2008-2009) - Val de Vienne (1993-2007) - Vallelunga (1985) - Zolder (1978-1982) |

## Campeones
| Año                                                | Piloto                       | Escudería                    |
| Critérium de Fórmula Renault                       | Critérium de Fórmula Renault | Critérium de Fórmula Renault |
| -------------------------------------------------- | ---------------------------- | ---------------------------- |
| 1971                                               | Michel Leclère               |                              |
| 1972                                               | Jacques Laffite              |                              |
| 1973-1974                                          | no se disputó                | no se disputó                |
| Campeonato de Fórmula Renault Nacional             |                              |                              |
| 1975                                               | Christian Debias             |                              |
| 1976                                               | Alain Prost                  |                              |
| 1977                                               | Joel Gouhier                 |                              |
| Campeonato de Francia de Fórmula Renault           |                              |                              |
| 1978                                               | Philippe Alliot              |                              |
| 1979                                               | Alain Ferté                  |                              |
| 1980                                               | Denis Morin                  |                              |
| 1981                                               | Philippe Renault             |                              |
| Campeonato de Francia de Fórmula Renault Turbo     |                              |                              |
| 1982                                               | Gilles Lempereur             |                              |
| 1983                                               | Jean-Pierre Hoursourigaray   |                              |
| 1984                                               | Yannick Dalmas               |                              |
| 1985                                               | Éric Bernard                 |                              |
| 1986                                               | Érik Comas                   |                              |
| 1987                                               | Claude Degremont             |                              |
| 1988                                               | Ludovic Faure                |                              |
| Campeonato de Francia de Fórmula Renault           |                              |                              |
| 1989                                               | Olivier Panis                |                              |
| 1990                                               | Emmanuel Collard             |                              |
| 1991                                               | Olivier Couvreur             |                              |
| 1992                                               | Jean-Philippe Belloc         |                              |
| 1993                                               | David Dussau                 |                              |
| 1994                                               | Stéphane Sarrazin            |                              |
| 1995                                               | Cyrille Sauvage              |                              |
| 1996                                               | Sébastien Enjolras           |                              |
| 1997                                               | Jonathan Cochet              |                              |
| 1998                                               | Matthew Davies               |                              |
| 1999                                               | Lucas Lassere                |                              |
| Campeonato de Francia de FFSA Fórmula Renault 2000 |                              |                              |
| 2000                                               | Renaud Derlot                |                              |
| 2001                                               | Eric Salignon                |                              |
| 2002                                               | Alexandre Prémat             |                              |
| 2003                                               | Loic Duval                   |                              |
| Campeonato de Francia de Fórmula Renault 2.0       |                              |                              |
| 2004                                               | Patrick Pilet                |                              |
| 2005                                               | Romain Grosjean              |                              |
| 2006                                               | Laurent Groppi               |                              |
| 2007                                               | Jules Bianchi                |                              |
| Copa de Europa Occidental de Fórmula Renault 2.0   |                              |                              |
| 2008                                               | Daniel Ricciardo             | SG Formula                   |
| 2009                                               | Albert Costa                 | Epsilon Euskadi              |

- Datos: Q2838167